# Luis Alvarez y Catala

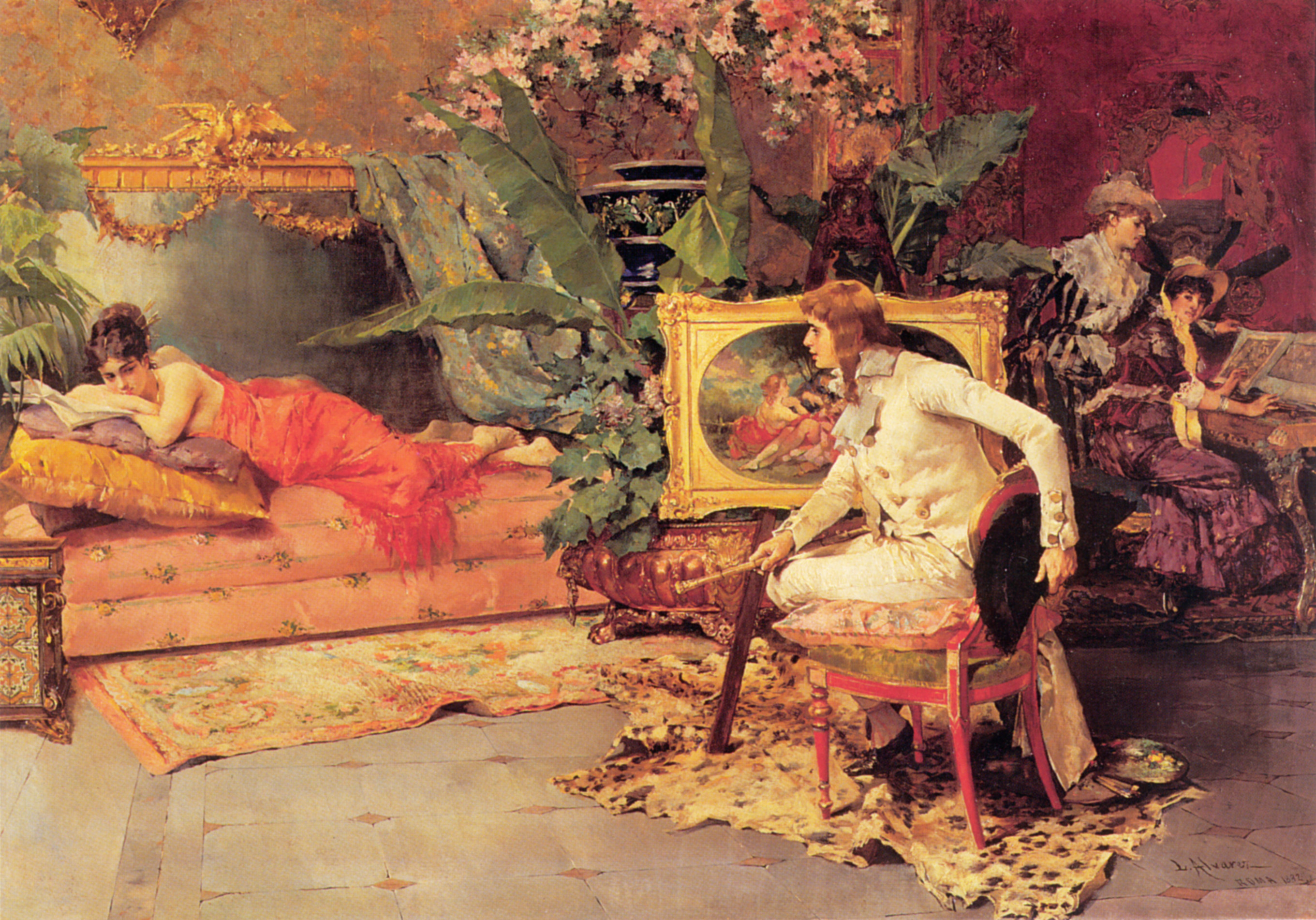
"Konstnärens modell", oljemålning av Luis Alvarez y Catala.

Luis Alvarez y Catala, född 1836 i Madrid, Spanien, död 4 oktober 1901, var en spansk målare, bosatt i Rom till 1891, därefter från 1898 professor i Madrid och andre direktör vid Pradomuseet. Alvarez y Catala målade storartade historietavlor, bland dem Isabella Catolica i Certosa (Pradomuseet) och Filip II i bergen vid Escorial (Berlins nationalgalleri). Han målade även italienska folklivsbilder.